# Società Ginnastica Amsicora
La Società Ginnastica Amsicora è una associazione polisportiva dilettantistica (A.S.D.) con sede a Cagliari.

## Storia
L'S.G. Amsicora nasce nel 1897, ed è una delle più antiche società sportive della Sardegna.
È una società polisportiva che comprende oltre alla ginnastica artistica, l'atletica leggera e l'hockey su prato.

## Riconoscimenti
- Ente Morale - 23 maggio 1989, con decreto del Presidente della Giunta Regionale n. 56.